# Federico Casaretto
Federico Casaretto Gerfauo (Paysandú, 13 de noviembre de 1968) es un médico y político uruguayo perteneciente al Partido Nacional.

## Biografía
Nació en Paysandú, pero se radica desde niño con su familia en la ciudad de San Carlos, cursó allí los estudios primarios y secundarios.
Egresado de la Universidad de la República en 1996 como Doctor en Medicina, ejerce en entidades públicas y privadas del Departamento de Maldonado.
Comienza su militancia política en el año 1982 en la Juventud del Partido Nacional, integrando las autoridades nacionales de la Juventud del Movimiento Nacional de Rocha. Luego pasa a integrar las autoridades nacionales del Movimiento Nacional de Rocha (Comité Ejecutivo Nacional y Asamblea Nacional de Delegados). En 1995 formó parte de la Mesa Nacional de Juventudes del Partido Nacional.
Entre 1992 y 2004 se desempeñó como Secretario del Senador Prof. Carlos Julio Pereyra. Fue primer titular de la lista 504 en las elecciones internas de 1999, resultando electo Convencional Departamental para el período 1999-2004. 
Fundador de la Lista 2 en Maldonado, siendo candidato a la Diputación con el apoyo de los sectores Movimiento Nacional de Rocha, Nueva Fuerza Nacional, Agrupación Se Puede Confiar y ciudadanos de la Corriente Independiente de Maldonado. Desde las elecciones departamentales del año 2000 forma parte de la corriente departamental "Todos por Maldonado", que llevó a la Intendencia Municipal al Ing. Agr. Enrique Antía. En esa instancia resulta elegido Edil Departamental por la Lista 2 del Partido Nacional para el período 2000-2005. Fue Presidente de la Junta Departamental de Maldonado en el período 2003-2004.
Se postuló como primer titular de la lista mayoritaria del Partido Nacional en Maldonado en las elecciones internas de 2004, apoyando a Jorge Larrañaga y a Francisco Gallinal. En la elección parlamentaria de 2004 es electo Diputado del Partido Nacional por el sub lema Correntada Wilsonista, para representar al departamento de Maldonado en el período 2005-2010.
Es padre de 3 hijos: María Emilia, Leandro y Martina. Estado civil casado con Magdalena Sáenz de Zumarán.